# Charles Gbeke
Charles Gbeke (Abiyán, Costa de Marfil, 15 de marzo de 1978) es un futbolista marfileño nacionalizado canadiense. Milita actualmente en el Guangzhou Evergrande de Cantón, China y su posición es la de delantero.

## Trayectoria
Comenzó su carrera en 1999 en el ES Troyes francés para luego dirigirse al Comercial FC de Brasil en el año 2000.
En 2001 fue traspasado al SE Matsubara de ese mismo país. Sin embargo, ese mismo año fue también traspasado al Vancouver Whitecaps de Canadá.
Más adelante, jugó un encuentro con el ya desaparecido Seattle Sounders oriundo de los Estados Unidos. De este mismo club, fue traspasado una temporada al club canadiense Ottawa Wizards.
Para el 2004, fue cedido a préstamo al club del mismo país, el Lynx de Toronto, del cual emigró un año después directamente hacia Dinamarca para dirigirse al Herfølge BK.
Durante el año 2005, Gbeke no se estabilizó en ningún club, ya que pasó por tres distintos a lo largo del año: Herfølge BK, Lynx de Toronto y Montreal Impact.
Para el año 2006, ya a los 28 años, volvió a los Estados Unidos para militar una temporada en el Rochester Rhinos.
Gbeke regresó al Montreal Impact en el 2007 y estuvo allí hasta el 2008 obteniendo dos veces consecutivas la Copa Voyageurs. Al finalizar el año fue traspasado nuevamente al Vancouver Whitecaps, y permaneció allí hasta el año 2010. Desde comienzos de 2010, milita en el Guangzhou Evergrande de Cantón, China.

## Selección nacional
Gbeke ha sido internacional con la Selección de fútbol de Canadá tres veces, en las cuales no ha concretado ningún gol aún.

## Clubes
| Club                  | País           | Año       |
| --------------------- | -------------- | --------- |
| ES Troyes             | Francia        | 1999-2000 |
| Comercial FC          | Brasil         | 2000      |
| SE Matsubara          | Brasil         | 2001      |
| Vancouver Whitecaps   | Canadá         | 2001      |
| Seattle Sounders      | Estados Unidos | 2002      |
| Ottawa Wizards        | Canadá         | 2002-2003 |
| Toronto Lynx (cedido) | Canadá         | 2004      |
| Herfølge BK           | Dinamarca      | 2005      |
| Toronto Lynx          | Canadá         | 2005      |
| Montreal Impact       | Canadá         | 2005      |
| Rochester Rhinos      | Estados Unidos | 2006      |
| Montreal Impact       | Canadá         | 2007-2008 |
| Vancouver Whitecaps   | Canadá         | 2008-2010 |
| Guangzhou FC          | China          | 2010-     |

## Palmarés

### Campeonatos nacionales
| Título                | Club            | País   | Año  |
| --------------------- | --------------- | ------ | ---- |
| Campeonato Canadiense | Montreal Impact | Canadá | 2008 |